# モーラミャイン駅
モーラミャイン駅（モーラミャインえき、英: Mawlamyine Railway Station、緬: မော်လမြိုင် ဘူတာ）は、ミャンマー連邦共和国モン州モーラミャイン市にあるミャンマー鉄道バゴー-モーラミャイン-ダウェイ線の駅である。

## 歴史
当駅は、イギリスの植民地時代に、タニンダーリ沿岸部の孤立したモーラミャイン-イェー線の終点となるモールメイン駅として設置された駅であった。
ヤンゴンからの路線は、モッタマ（マルダバン）までで止まっており、乗客がモーラミャインに行くには、フェリーに乗ってタンルウィン川（サルウィン川）を渡る必要があった。
2006年に、タンルウィン橋の開通に伴い、他の国営鉄道網へ直接接続できるようになった。
「ASEAN鉄道駅」の基準で建設された新しい駅が、2006年4月17日に開業した。

## 駅構造
二階建ての当駅は、長さ88m (290 ft)、幅34m (110 ft)、総床面積638,000ft2の地上駅である。
駅構内には側線を有している。

## 駅周辺
当駅は、市内の主要市場であるZegyiの約3km東側にある、Myenigonに位置している。
当駅の西側にはモーラミャイン病院がある。
- モーラミャイン空港
- モーラミャイン大学
- モーラミャイン・ハイウェイバス停留所

## サービス
当駅は、5,068km (3,149mi)にもおよぶ国営鉄道網の一部である。
国内唯一の鉄道事業者であるミャンマー鉄道では、最初がヤンゴンを午前7:00に出発しモーラミャインには午後5:00に到着する列車、次がヤンゴンを午前10:00に出発しモーラミャインには午後9:00に到着する列車の、1日当たり2本の列車サービスを提供している。
ヤンゴンへの帰路では、朝のサービスとしてモーラミャインを午前6:00に出発しヤンゴンには午後5:00に到着する列車、次がモーラミャインを午前8:30に出発しヤンゴンには午後8:00に到着する列車にて戻ることとなる。

## 隣の駅
ミャンマー鉄道
ヤンゴン-モーラミャイン鉄道
モッタマ駅 - モーラミャイン駅 - Kawt Kha Ni駅